# کابازیتاکسل
کابازیتاکسل (انگلیسی: Cabazitaxel) یک مشتق نیمه‌صناعی از تاکسوئید است که توسط شرکت دارویی سانوفی ساخته شد.
این دارو در ۱۷ ژوئن ۲۰۱۰ میلادی، سازمان غذا و دارو آمریکا جهت درمان «سرطان پروستات مقاوم به هورمون» مورد پذیرش واقع شد.
این دارو یک بازدارندهٔ ریزلوله و چهارمین دارو از خانوادهٔ تَکسان‌هاست که جهت درمان سرطان مورد تأیید واقع شد.
کابازیتاکسل را در ترکیب با پردنیزون جهت درمان خط دوم «سرطان پروستات مقاوم به هورمون» (بدنبال رژیم‌های مبتنی بر دوستاکسول) بکار می‌برند.
در یک کارآزمایی بالینی فاز ۳ بر روی ۷۵۵ مرد مبتلا به این نوع سرطان، میان بقا در دریافت‌کنندگان این دارو ۱۵٫۱ ماه و در دریافت‌کنندگان میتوکسانترون ۱۲٫۷ ماه بود؛ اما احتمال وقوع نوتروپنی درجه ۴–۳ به مراتب بیشتر (۸۱٫۷٪) از داروی میتوکسانترون (۵۸٪) بود.
طبق یک گزارش رسمی در سال ۱۳۹۲، این دارو، گرانترین داروی ایران بود.